# Uracanthus parallelus
Uracanthus parallelus là một loài bọ cánh cứng trong họ Cerambycidae.